# Gran Premio de Finlandia de Motociclismo de 1981
El Gran Premio de Finlandia de Motociclismo de 1981 fue la undécima prueba de la temporada 1981 del Campeonato Mundial de Motociclismo. El Gran Premio se disputó el 9 de agosto de 1981 en el Circuito de Imatra. Esta sería la última ocasión que se disputaría este Gran Premio en el calendiario del Mundial de motociclismo.

## Resultados 500cc
Marco Lucchinelli obtiene la quinta victoria de la temporada por delante del estadounidense Randy Mamola, que aún mantiene sus opciones de obtener el título, ahora a nueve puntos de Lucchinelli. Kork Ballington completó el podio.
| Pos.     | Piloto             | Equipo     | Tiempo      | Pts. |
| -------- | ------------------ | ---------- | ----------- | ---- |
| 1        | Marco Lucchinelli  | Suzuki     | 48:05.7     | 15   |
| 2        | Randy Mamola       | Suzuki     | + 19.5      | 12   |
| 3        | Kork Ballington    | Kawasaki   | + 19.8      | 10   |
| 4        | Jack Middelburg    | Suzuki     | + 20.0      | 8    |
| 5        | Graeme Crosby      | Suzuki     | + 33.7      | 6    |
| 6        | Marc Fontan        | Yamaha     | + 35.3      | 5    |
| 7        | Kenny Roberts      | Yamaha     | + 39.0      | 4    |
| 8        | Seppo Rossi        | Suzuki     | + 50.2      | 3    |
| 9        | Franck Gross       | Suzuki     | +1:48.1     | 2    |
| 10       | Steve Parrish      | Yamaha     | +1:55.2     | 1    |
| 11       | Michel Frutschi    | Yamaha     | +1:57.9     |      |
| 12       | Gianni Rolando     | Suzuki     | +1 Vuelta   |      |
| 13       | Timo Pohjola       | Suzuki     | +1 Vuelta   |      |
| 14       | Børge Nielsen      | Suzuki     | +1 Vuelta   |      |
| 15       | Philippe Coulon    | Suzuki     | + 5 Vueltas |      |
| Ret      | Boet van Dulmen    | Yamaha     | Ret         |      |
| Ret      | Franco Uncini      | Suzuki     | Ret         |      |
| Ret      | Guido Paci         | Yamaha     | Ret         |      |
| Ret      | Giovanni Pelletier | Morbidelli | Ret         |      |
| Ret      | Bernard Fau        | Suzuki     | Ret         |      |
| Ret      | Sergio Pellandini  | Suzuki     | Ret         |      |
| Ret      | Barry Sheene       | Yamaha     | Ret         |      |
| Ret      | Graziano Rossi     | Suzuki     | Ret         |      |
| Ret      | Christian Sarron   | Yamaha     | Ret         |      |
| Ret      | Peter Sjöström     | Suzuki     | Ret         |      |
| Ret      | Sadao Asami        | Yamaha     | Ret         |      |
| Ret      | Carlo Perugini     | Sanvenero  | Ret         |      |
| Ret      | Kimmo Kopra        | Suzuki     | Ret         |      |
| Ret      | Seppo Korhonen     | Suzuki     | Ret         |      |
| Ret      | Ikujiro Takai      | Yamaha     | Ret         |      |
| Sources: |                    |            |             |      |

## Resultados 250cc
También aquí, como el resto de la temporada, octava victoria del alemán Anton Mang que se impuso sin problemas después de haber conseguido la pole position y la vuelta rápida. Los otros puestos del podio fueron los franceses Jean-François Baldé y Jean-Louis Guignabodet, todos ellos con Kawasaki.
| Pos. | Piloto                 | Equipo    | Tiempo     | Pts. |
| ---- | ---------------------- | --------- | ---------- | ---- |
| 1    | Anton Mang             | Kawasaki  | 47.31.08   | 15   |
| 2    | Jean-François Baldé    | Kawasaki  | 47.53.04   | 12   |
| 3    | Jean-Louis Guignabodet | Kawasaki  | 48.03.08   | 10   |
| 4    | Jean-Louis Tournadre   | Yamaha    | 48.18.05   | 8    |
| 5    | Eero Hyvärinen         | Yamaha    | 48.18.05   | 6    |
| 6    | Patrick Fernandez      | Yamaha    | 48.26.06   | 5    |
| 7    | Jean-Marc Toffolo      | Yamaha    | 48.36.05   | 4    |
| 8    | Paolo Ferretti         | Ad Majora | 48.43.01   | 3    |
| 9    | Bruno Kneubühler       | Yamaha    | 48.52.08   | 2    |
| 10   | Martin Wimmer          | Yamaha    | 49.15.09   | 1    |
| 11   | Hervé Guilleux         | Yamaha    | 49.18.00   |      |
| 12   | Hans Müller            | Yamaha    | + 1 Vuelta |      |
| 13   | Bengt Elgh             | Yamaha    | + 1 Vuelta |      |
| 14   | Bruno Lüscher          | Yamaha    | + 1 Vuelta |      |
| 15   | Reino Eskelinen        | Yamaha    | + 1 Vuelta |      |
| 16   | Sami Torvinen          | Yamaha    | + 1 Vuelta |      |
| 17   | Roger Sibille          | Yamaha    | + 1 Vuelta |      |
| Ret  | Roland Freymond        | Yamaha    | Ret        |      |
| Ret  | Didier de Radiguès     | Rotax     | Ret        |      |
| Ret  | Jacques Bolle          | Yamaha    | Ret        |      |
| Ret  | August Auinger         | Rotax     | Ret        |      |
| Ret  | Christian Estrosi      | Yamaha    | Ret        |      |
| Ret  | Ricardo Tormo          | Bartol    | Ret        |      |
| Ret  | André Gouin            | Yamaha    | Ret        |      |
| Ret  | Richard Schlachter     | Yamaha    | Ret        |      |
| Ret  | Karl-Thomas Grässel    | Yamaha    | Ret        |      |
| Ret  | Sito Pons              | Rotax     | Ret        |      |
| Ret  | Franco Marchegiani     | Yamaha    | Ret        |      |
| Ret  | Pekka Nurmi            | Yamaha    | Ret        |      |
| Ret  | Jarmo Liitiä           | Rotax     | Ret        |      |
| Ret  | Tony Head              | Rotax     | Ret        |      |

## Resultados 125cc
El ya matemáticamente campeón mundial Ángel Nieto vino a Finlandia en sustitución de su compañero de equipo Loris Reggiani, ausente después del accidente en el Gran Premio anterior, lo que le permite estar en el segundo puesto de la general. Nieto obtiene la octava victoria de la temporada por delante de Jacques Bolle y el italiano Maurizio Vitali.
| Pos. | Piloto              | Moto       | Tiempo      | Pts. |
| ---- | ------------------- | ---------- | ----------- | ---- |
| 1    | Ángel Nieto         | Minarelli  | 48.13.06    | 15   |
| 2    | Jacques Bolle       | Motobécane | 48.15.00    | 12   |
| 3    | Maurizio Vitali     | MBA        | 48.39.09    | 10   |
| 4    | Ricardo Tormo       | Sanvenero  | 49.00.03    | 8    |
| 5    | Jean-Claude Selini  | MBA        | 49.12.04    | 6    |
| 6    | Johnny Wickström    | MBA        | 49.29.08    | 5    |
| 7    | Hugo Vignetti       | MBA        | 49.48.00    | 4    |
| 8    | Anton Straver       | MBA        | 49.48.02    | 3    |
| 9    | Jan Bäckström       | MBA        | + 1 Vuelta  | 2    |
| 10   | Thierry Noblesse    | MBA        | + 1 Vuelta  | 1    |
| 11   | Sami Torvinen       | MBA        | + 1 Vuelta  |      |
| 12   | Tore Alexandersson  | MBA        | + 1 Vuelta  |      |
| 13   | Juha Pakkanen       | MBA        | + 1 Vuelta  |      |
| 14   | Reiner Koster       | MBA        | + 2 Vueltas |      |
| Ret  | Pier Paolo Bianchi  | MBA        | Ret         |      |
| Ret  | Hans Müller         | MBA        | Ret         |      |
| Ret  | Guy Bertin          | Motobécane | Ret         |      |
| Ret  | Willy Pérez         | MBA        | Ret         |      |
| Ret  | Olivier Liégeois    | MBA        | Ret         |      |
| Ret  | Michel Galbit       | MBA        | Ret         |      |
| Ret  | August Auinger      | MBA        | Ret         |      |
| Ret  | Yves Dupont         | MBA        | Ret         |      |
| Ret  | Stefan Janssen      | MBA        | Ret         |      |
| Ret  | Per-Edvard Carlsson | MBA        | Ret         |      |
| Ret  | Stefan Dörflinger   | Morbidelli | Ret         |      |
| Ret  | Gerhard Waibel      | MBA        | Ret         |      |
| Ret  | Lucio Pietroniro    | MBA        | Ret         |      |
| Ret  | Erich Klein         | MBA        | Ret         |      |